# Hoofddorp
Hoofddorp er en by i den vestlige del af Nederland og hovedstad i kommunen Haarlemmermeer. Byen havde i 2016 75.668 indbyggere.
52°18′N 4°40′Ø / 52.3°N 4.67°Ø